# Valete
Valete é uma carta de baralho. A palavra deriva do francês valet, que designa um empregado doméstico masculino, subordinado a alguém - normalmente ao senhor da casa. Poderia ter-se um ou mais valetes, sendo muito usual até a metade do século XIX, principalmente à nobreza. Tendo surgido na Baixa Idade Média (século XI ao XV) a prática de ter-se um ou mais valetes.

## Exemplos

Valete de Espadas: Hogier, primo de Carlos Magno
Valete de Copas: La Hire (Étienne de Vignolles)
Valete de Ouros: Heitor, Príncipe de Troia
Valete de Paus: Lancelot